# Pepeta Gelabert
Josepa Gelabert i Mañà, coneguda com a Pepeta Gelabert o Pepita Gelabert (Barcelona, 22 de març de 1904 - Barcelona, 19 de desembre de 1977) va ser una actriu característica de l'escena catalana que va actuar al teatre Romea, a les dècades dels anys 20, 30, 40 i 50 del segle passat. També va formar part de la Companyia Maragall.
Interpretà els seus primers papers quan encara era una nena –Lo lliri d'aigua o La bala de vidre, de Frederic Soler, o el diàleg Jugar a casats, d'August Barbosa– i als vuit anys ja apareixia als directoris d'actrius per a guia d'empresaris i directors teatrals. A partir de la temporada 1918-1919 ja forma part de la companyia del Teatre Romea.

## Trajectòria professional
- 1918, 11 octubre. En el paper de Montserrat a l'obra Nuvis a Montserrat de Josep Burgas. Estrenada al teatre Romea de Barcelona.
- 1918, 30 novembre. En el paper de Mercedes a l'obra La pluja d'or d'Alexandre P. Maristany. Estrenada al teatre Romea de Barcelona.
- 1919, 17 d'octubre. En el paper de La Laura a l'obra Flacs naixem, flacs vivim... de Josep Pous i Pagès. Estrenada al teatre Romea de Barcelona.
- 1919, 5 de desembre. En el paper de Niní a l'obra La vídua alegre d'Alexandre P. Maristany. Estrenada al teatre Romea de Barcelona.
- 1921, 21 de maig. En el paper de Genís a l'obra L'estudiant i la pubilla de Josep Maria de Sagarra. Estrenada al teatre Romea de Barcelona.
- 1921, 7 octubre. En el paper de Tarongina a l'obra El jardinet de l'amor de Josep Maria de Sagarra. Estrenada al teatre Romea de Barcelona.
- 1946, 17 octubre. En el paper de Senyora Júlia a l'obra El prestigi dels morts de Josep Maria de Sagarra. Estrenada al teatre Romea amb direcció de Joan Cumellas
- 1949, 17 novembre. En el paper de Rosalia a l'obra L'hereu i la forastera de Josep Maria de Sagarra. Estrenada al teatre Romea de Barcelona amb direcció de Pau Garsaball.
- 1950, 18 abril. En el paper de Mònica a l'obra Els comediants de Josep Maria de Sagarra. Estrenada al teatre Romea de Barcelona.
- 1951, 6 de febrer. El personatge de Senyora Matas a l'obra Bala perduda, de Lluís Elias. Estrenada al teatre Romea, de Barcelona.
- 1951, 7 de novembre. El personatge de Carolina a l'obra El marit ve de visita de Xavier Regàs. Estrenada al teatre Romea de Barcelona.
- 1954, 5 març. El personatge de Lluïsa a l'obra Una història qualsevol de Josep A. Tàpias i Santiago Vendrell. Estrenada al Teatre Romea de Barcelona.